# Zemianske Kostoľany

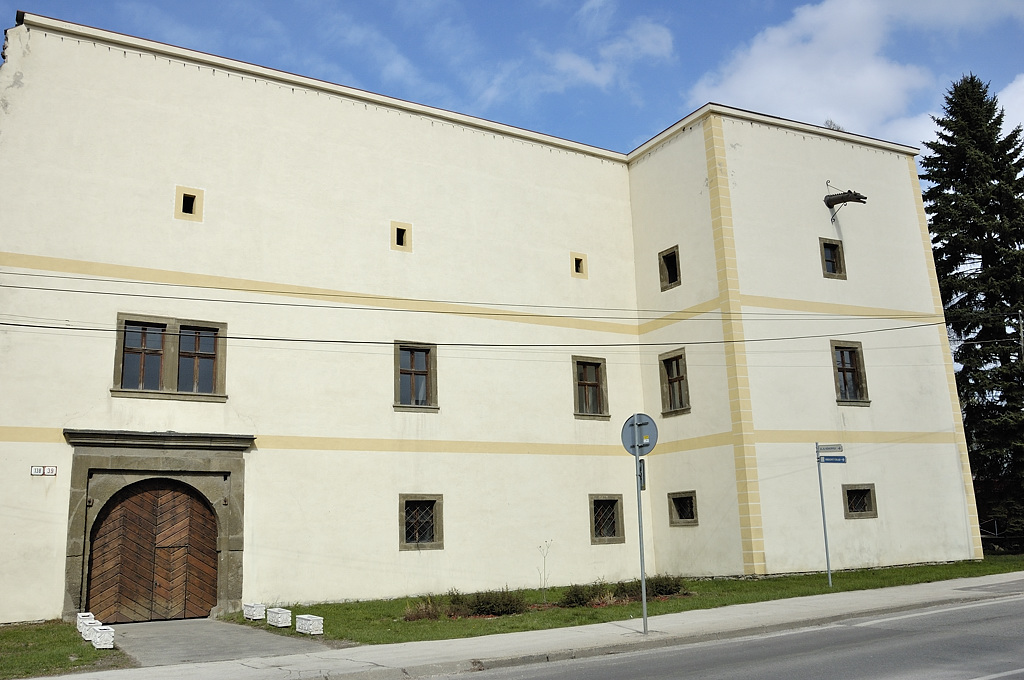
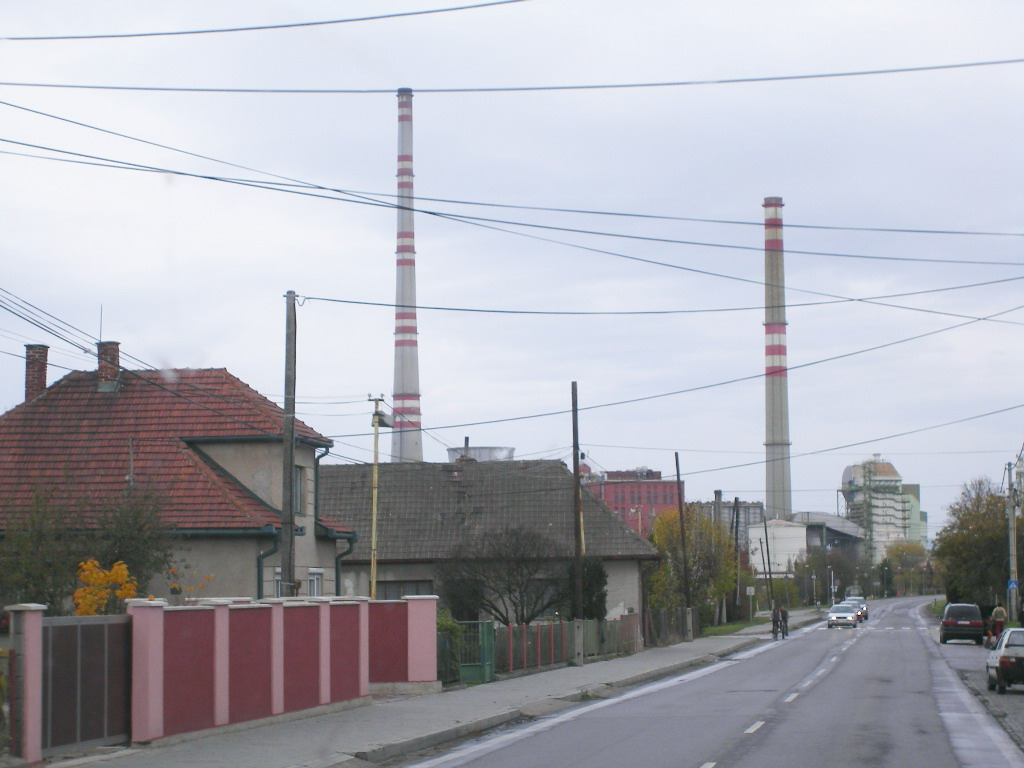
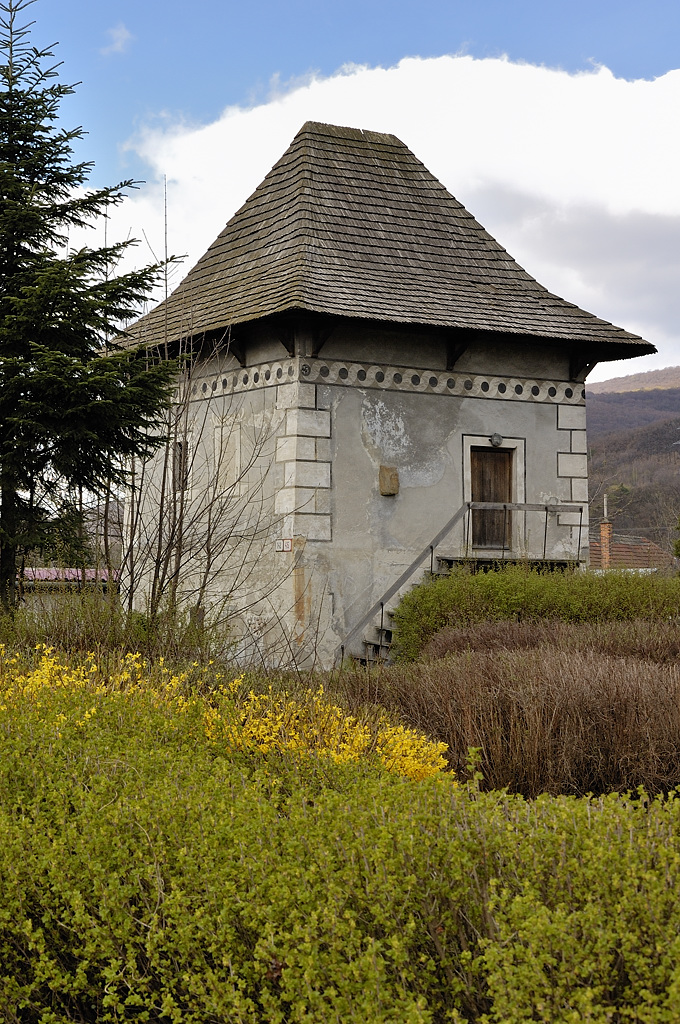

Zemianske Kostoľany (Hongaars: Nemeskosztolány, Duits: Edl-Kostolany) is een Slowaakse gemeente in de regio Trenčín, en maakt deel uit van het district Prievidza.
Zemianske Kostoľany telt 1.687 inwoners.